# بهتره مراقب باشی
بهتره مراقب باشی (انگلیسی: Better Watch Out) یک فیلم وحشت روان‌شناختی در سال ۲۰۱۶ به کارگردانی کریس پکوور و نویسندگی زک کان و پکوور است. در فیلم اولیویا دی جونگ، لوی میلر و اد اوکسنبولد به ایفای نقش می‌پردازند.
این فیلم نخستین بار در ۲۲ سپتامبر ۲۰۱۶ در فنتستیک وست پخش شد.

## خلاصه داستان
در زمان کریسمس، اشلی 17 ساله، از لوک لرنر 12 ساله نابالغ نگهداری می کند. لوک احساسات عاشقانه ای نسبت به اشلی دارد و در هنگام تماشای یک فیلم ترسناک سعی می کند او را بغل کند و...

## بازیگران
| بازیگر          | شخصیت      | یادداشت                                 |
| اولیویا دی جونگ | اشلی       |                                         |
| لوی میلر        | لوک لرنر   | پسر رابرت و دندرا لرنر و دوست صمیمی گرت |
| اد اکسنبولد     | گرت        | دوست صمیمی لوک                          |
| الکس میکیچ      | ریکی       | دوست پسر سابق اشلی                      |
| داکر مونتگومری  | جرمی       | دوست پسر سابق اشلی                      |
| پاتریک واربرتون | رابرت لرنر | پدر لوک و همسر دندرا لرنر               |
| ویرجینیا مدسن   | دندرا لرنر | مادر لوک و همسر رابرت                   |

## تولید
این فیلم در ژانویه و فوریه 2016 در سیدنی استرالیا فیلمبرداری شد. در ابتدا قرار بود در کارولینای جنوبی با قیمت 500000 دلار فیلمبرداری شود، زمانی که کارگردان استرالیایی کریس پکوور توسط برت تورنکوئست، تهیه کننده استرالیایی، پیشنهاد بودجه 3 میلیون دلاری برای فیلمبرداری فیلم در سال 2014 را ارائه کرد.